# Takavaran

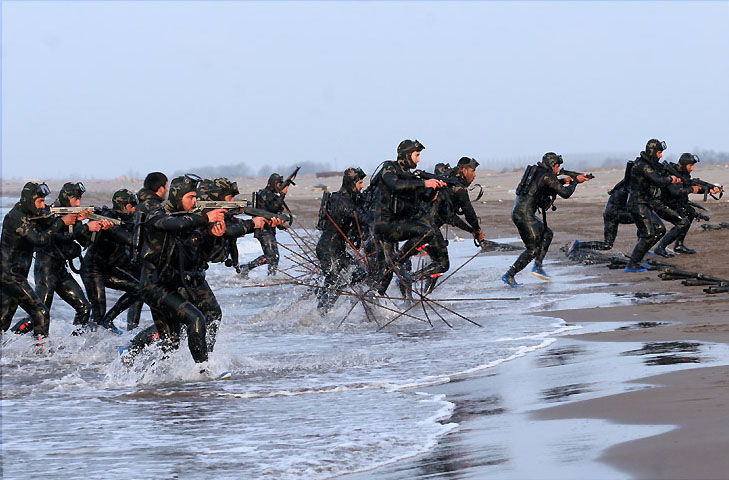
Angehörige der Takavaran während eines Manövers im Jahr 2015

Takavaran (Singular Takavar) sind Spezialeinheiten der iranischen Armee. Sie unterstehen dem direkten Kommando des Revolutionsführers.
Zu den Aufgaben der Einheit gehört Aufklärung, direkte Aktionen, vor allem gegen maritime Ziele, Sabotage, der Einsatz hinter feindlichen Linien, Geiselbefreiungen und gezielte Tötungen von Personen.
Die zwölfmonatige Ausbildung beginnt mit einer achtwöchigen physischen Belastungsphase. Danach werden die Anwärter im Tauchen, Fallschirmspringen, Waffengebrauch und Kampfsport ausgebildet. Nach einer sechsmonatigen Probezeit in der Einheit werden sie aufgenommen.
Aufgebaut wurde die Einheit ursprünglich von Kampfschwimmern, später von russischen Speznas.

## Ausrüstung
- HK G3/HK 91[2]
- HK-53[2]
- AK-47[2]
- AK-74[2]
- AK-103[2]
- MP-5[2]

## Einsätze
Die Einheit wurde im ersten Golfkrieg eingesetzt.